# A1 Team Monaco
Het A1 Team Monaco was een Monegaskisch raceteam dat deelnam aan de A1 Grand Prix. Eigenaar van het team was Clivio Piccione, hij was tevens coureur. De wagen was rood/wit, naar de kleuren van de vlag.
Monaco maakte in het seizoen 2008-09 zijn debuut in de A1GP. In dat seizoen behaalde Clivio Piccione in de hoofdrace van Zuid-Afrika de derde plaats en werd het team 9e in het eindklassement met 35 punten. Doordat de A1 Grand Prix na dit seizoen stopte, was dit het enige seizoen dat Monaco in deze raceklasse actief was.